# MMV Bank
Die MMV Bank GmbH (früher MKB Mittelrheinische Bank GmbH) ist eine Bank mittelständischer Größe, deren Ursprung auf das Jahr 1950 zurückgeht. Sie gehört zur Landesbank Baden-Württemberg. Im Wesentlichen befasst sich die MMV Bank mit der Finanzierung von mobilen Wirtschaftsgütern für gewerbliche Kunden und dem Anlagegeschäft für private und gewerbliche Interessenten. Ihr Hauptsitz befindet sich in Koblenz.

## Geschichte
Josef Horbach (1902–1982) gründete 1950 in Koblenz die Mittelrheinische Warenkredit-Gesellschaft Dr. Horbach & Co. KG. Der Standort Koblenz kam dadurch zu Stande, dass das Genehmigungsverfahren der französischen Besatzungsregierung eine Woche schneller war als das der britischen Besatzungsregierung, die für den alternativen Standort in Bonn zuständig war. Der Zeitpunkt der Gründung, während der ersten Zeit der neuen deutschen Mark, war besonders durch eine Unterversorgung großer Anteile der Bevölkerung und einem enormen Nachfragestoß charakterisiert. Die primären Tätigkeiten der Bank waren private Konsumentenkreditgeschäfte, besonders zur Finanzierung der Möbel aus Horbachs Möbelhandel „Europa Möbel“. Als eine der ersten Teilzahlungsbanken in Deutschland stieß das Geschäftsmodell schnell auf Anklang und entwickelte sich dementsprechend schnell weiter. Das Eigenkapital wuchs bis 1960 von 50.000 DM auf über 2 Millionen DM.
1952 wurde die Warenkreditgesellschaft in Mittelrheinische Kundenkreditbank Dr. Horbach & Co. KG umfirmiert. Diese schloss den ersten Factoring-Vertrag Deutschlands 1958 ab. Im Jahr 1963 stieg das Unternehmen mit der Tochtergesellschaft Mittelrheinische Maschinen-Vermietungsgesellschaft mbH (heute MMV Leasing GmbH) in das Leasinggeschäft ein. 1976 traten die Berliner Bank, die Landessparkasse-Girokasse öffentliche Bank und die Württembergische Kommunale Landesbank als neue Gesellschafter ein, woraufhin sich die Rechtsform der MMV Bank zu einer GmbH wandelte. Der Gründer Josef Horbach schied 1981 nach 31 Jahren als Gesellschafter aus. Seit 1. November 1991 befindet sich der Firmensitz der Bank in der Ferdinand-Sauerbruch-Straße 7 in Koblenz. Zuvor befand sich der Hauptsitz für lange Jahre am Friedrich-Ebert-Ring, ebenfalls in Koblenz. Im Jahr 1999 wurde die MMV Bank 100-prozentige Tochtergesellschaft der (zu dieser Zeit neugegründeten) Landesbank Baden-Württemberg (LBBW). Seit März 2019 firmiert die Bank unter MMV Bank. Die Unternehmen der MMV Gruppe stehen unter einheitlicher Leitung.

## Portfolio
Die MMV Bank  finanziert grundsätzlich alle mobilen, eigenständig nutzbaren Wirtschaftsgüter wie beispielsweise Maschinen, Kraft- und Nutzfahrzeuge, Medizintechnik, IT und Software, LED-Technik oder auch Möbel/Geschäftsausstattung und bietet über ihre Tochtergesellschaft MMV Leasing  Leasingkonzepte an.
Darüber hinaus bietet die MMV Bank Privat- und Geschäftskunden verschiedene Anlageformen. Zu diesen zählen Tagesgeld, Festgeld sowie Sparkonten.